# Дюрренбак
Дюрренба́к (фр. Durrenbach) — коммуна на северо-востоке Франции в регионе Гранд-Эст (бывший Эльзас — Шампань — Арденны — Лотарингия), департамент Нижний Рейн, округ Агно-Висамбур, кантон Рейшсоффен. До марта 2015 года коммуна административно входила в состав упразднённого кантона Вёрт (округ Висамбур).
Площадь коммуны — 5,3 км², население — 1051 человек (2006) с тенденцией к росту: 1082 человека (2013), плотность населения — 204,2 чел/км².

## Население
Население коммуны в 2011 году составляло 1086 человек, в 2012 году — 1084 человека, а в 2013-м — 1082 человека.
| 1962 | 1968 | 1975 | 1982 | 1990 | 1999 | 2006 | 2008 | 2011 | 2012 | 2013 |
| ---- | ---- | ---- | ---- | ---- | ---- | ---- | ---- | ---- | ---- | ---- |
| 825  | 836  | 842  | 887  | 941  | 1001 | 1051 | 1065 | 1086 | 1084 | 1082 |

Динамика населения:

## Экономика
В 2010 году из 741 человек трудоспособного возраста (от 15 до 64 лет) 549 были экономически активными, 192 — неактивными (показатель активности 74,1 %, в 1999 году — 73,3 %). Из 549 активных трудоспособных жителей работали 508 человек (280 мужчин и 228 женщин), 41 числились безработными (13 мужчин и 28 женщин). Среди 192 трудоспособных неактивных граждан 53 были учениками либо студентами, 80 — пенсионерами, а ещё 59 — были неактивны в силу других причин.